# Katarína Brandoburová
Katarína „Katka“ Brandoburová (* 28. Februar 1958; † 24. Januar 2005) war eine slowakische paralympische Athletin und Sportfunktionärin.

## Leben
Im Alter von 23 Jahren verlor Katarína Brandoburová 1981 ihr linkes Bein. Zwei Jahre später heiratete sie ihren Mann Fedor und 1984 wurden die beiden Eltern der Zwillinge Petra und Klára. An der Karls-Universität in Prag wurde sie zur Dolmetscherin in den Sprachen Englisch und Arabisch ausgebildet, wobei sie im Berufsleben sich eher auf die englische Sprache konzentrierte. Sie arbeitete unter anderem für das Außenhandelsunternehmen Petrimex, welches seinen Sitz in Bratislava hatte. Nach ihrer Teilnahme an den Sommer-Paralympics 1996 wurde sie 1997 Generalsekretärin des Slovenský paralympijský výbor. Diese Funktion übte sie bis 2002 aus. Zudem war sie zwischen 1998 und 2002 Mitglied der Entwicklungskommission des Europäischen Paralympischen Komitees. Am 24. Januar 2005 starb sie nach schwerer Krankheit im Alter von 46 Jahren.

## Karriere
Vor dem Verlust ihres linken Beines war Katarína Brandoburová als Volleyballspielerin aktiv. Und danach versuchte sie sich zuerst im paralympischen Schwimmen, wechselte dann aber zur Leichtathletik und konnte sich 1996 für die Sommer-Paralympics 1996 in Atlanta qualifizieren. Sie ging dort im Speerwurf und im Kugelstoßen an den Start, wo sie den 16. bzw. 13. Platz belegte. Aufgrund ihrer Gesundheit hörte sie 1999 mit der Leichtathletik auf und wechselte zum paralympischen Schießen. Ihr Ziel war es bei den Sommer-Paralympics 2004 an den Start zu gehen, doch aufgrund ihrer Krankheit war eine Teilnahme nicht möglich. 

## Auszeichnung
Nachdem sie im Jahr 1998 als beste paralympische Athletin ausgezeichnet worden war, wurde Katarína Brandoburová 1999 das Krištáľové krídlo („Flügel aus Kristall“) in der Kategorie Sport verliehen. Neben ihr wurde auch die Basketballspielerin Natália Hejková ausgezeichnet und die beiden waren die ersten weiblichen Athleten, welche diese Auszeichnung erhielten. Ferner ist Katarína Brandoburová bis heute (Stand: 2022) die einzige mit dem Krištáľové krídlo ausgezeichnete paralympische Athletin. Nach ihrem Tod bekam sie 2005 in memoriam sowohl vom Slovenský paralympijský výbor einen Ehrenpreis verliehen, als auch den Cena Jána Popluhára („Ján-Popluhár-Preis“) für ihre lebenslangen Leistungen im Sinne des Fair Play vom Slovenský olympijský výbor.